# Chroicocephalus cirrocephalus cirrocephalus
La gaviota cabecigrís sudamericana o gaviota de capucho gris sudamericana (Chroicocephalus cirrocephalus ), es una de las dos subespecies en que se divide la especie Chroicocephalus cirrocephalus del género Chroicocephalus de la familia Laridae. Esta ave habita en humedales de América del Sur. 

## Distribución
Es nativa de las zonas costeras, lagos y lagunas interiores, y ríos y arroyos, en América del Sur, donde se reproduce y habita todo el año en la Argentina, Uruguay, sur de Brasil, y Paraguay; observándose también hacia el océano Pacífico en la costa de Ecuador, Perú, y la desembocadura del río Lluta, en el norte de Chile. Se la ha encontrado vagando en las islas Malvinas, y en Panamá, al igual que otros lugares septentrionales.

## Descripción
Chroicocephalus cirrocephalus cirrocephalus se diferencia de Chroicocephalus cirrocephalus poiocephalus por ser un poco más grande y tener más pálido el gris dorsal.
La gaviota cabecigrís mide entre 38 y 44 cm de longitud total. Los sexos son similares. Los adultos presentan el dorso gris, y en el plumaje nupcial, ese color también se presenta en la cabeza, aunque con un tono más claro. La nuca, el pecho y las partes inferiores son blancos. Una línea de tonalidad gris más oscura separa el gris de la cabeza del blanco pectoral. En las alas presenta las primarias de color negro, con una zona basal blanca. Su pico y patas son rojo lacre. Sus ojos son de color marfil, con un anillo periocular rojo. Fuera de la época reproductiva el gris de la cabeza es más claro, y reducido sólo a la nuca. Los juveniles muestran en el dorso tonos jaspeados de pardo. Aves de un año de nacidas tienen una banda terminal oscura en la cola, y el gris de las alas con tonos más oscuros.

## Taxonomía
Esta subespecie fue descrita originalmente por el ornitólogo francés Louis Pierre Vieillot en el año 1818, bajo el nombre científico de: Larus cirrocephalus. Su localidad tipo es: «Brasil». Durante mucho tiempo fue incluida en el Larus, denominándose por tanto: Larus cirrocephalus cirrocephalus.
Consideraciones morfométricas indican que, al igual que la otra subespecie, los parientes más cercanos pueden ser Chroicocephalus novaehollandiae y Chroicocephalus serranus.

## Costumbres
Como la mayoría de las gaviotas, en invierno es altamente gregaria, tanto cuando se alimenta como en los lugares donde eligen para pasar la noche. Aunque es predominantemente costera o estuarina, no es una especie pelágica, y rara vez se ve mar adentro, lejos de las costas. Las bandadas de esta especie son muy ruidosas, emitiendo reclamos en forma de estridentes graznidos.
Alimentación
Se alimenta de peces, crustáceos, moluscos, y otros animales acuáticos. También de carroña, y de insectos y lombrices que detecta al seguir a las maquinarias agrícolas en las tareas de roturado de los campos de cultivo. Al encontrar fuentes de alimentación adecuadas, puede congregarse en bandadas de miles de ejemplares.
Reproducción
Nidifica en grandes colonias en cañaverales y pantanos. Los nidos sonn construidos con fibras vegetales de plantas acuáticas. Pueden estar ubicados tanto en tierra como sobre vegetación flotante, y se sitúan a pocos metros unos de otros. Allí pone dos o tres huevos blancos. A los dos años alcanza la madurez sexual.

## Conservación
Chroicocephalus cirrocephalus cirrocephalus está categorizada como de «preocupación menor» en la Lista Roja de especies amenazadas que crea y difunde la Unión Internacional para la Conservación de la Naturaleza (UICN).